# 渡波町
渡波町（わたのはちょう）は、昭和34年（1959年）まで宮城県牡鹿郡北部にあった町。

## 歴史

### 渡波の由来
渡波という名称はアイヌ語で「入江を渡る」という意の「ワッタリ」が訛ったものが由来とされている。

### 沿革
- 1889年（明治22年）4月1日 - 町村制施行にともない、牡鹿郡根岸村・祝田浜・佐須浜村の区域をもって成立。
- 1959年（昭和34年）5月15日 - 石巻市・稲井町に分割編入。同日渡波町廃止。

## 行政
- 歴代町長

| 代 | 氏名         | 就任                       | 退任                       | 備考             |
| -- | ------------ | -------------------------- | -------------------------- | ---------------- |
| 1  | 山屋薫       | 明治22年（1889年）4月23日  | 明治27年（1894年）9月7日   |                  |
| 2  | 佐々城謙益   | 明治27年（1894年）10月12日 | 明治31年（1898年）10月11日 |                  |
| 3  | 内海広吉     | 明治31年（1898年）10月24日 | 明治32年（1899年）8月26日  |                  |
| 4  | 菅野博吉     | 明治32年（1899年）5月4日   | 明治37年（1904年）5月3日   |                  |
| 5  | 内海五郎兵衛 | 明治37年（1904年）7月15日  | 明治41年（1908年）7月14日  |                  |
| 6  | 菊地明夫     | 明治41年（1908年）7月17日  | 大正2年（1923年）11月1日   |                  |
| 7  | 千葉長治     | 大正3年（1914年）4月15日   | 大正10年（1921年）6月11日  |                  |
| 8  | 菊地明夫     | 大正11年（1922年）2月14日  | 昭和16年（1941年）9月22日  | 再任             |
| 9  | 木村虎治     | 昭和16年（1941年）10月3日  | 昭和20年（1945年）10月2日  |                  |
| 10 | 末永正       | 昭和20年（1945年）10月20日 | 昭和21年（1946年）12月24日 |                  |
| 11 | 千葉胤治     | 昭和22年（1947年）4月5日   | 昭和23年（1948年）6月9日   |                  |
| 12 | 馬場勁介     | 昭和23年（1948年）7月16日  | 昭和31年（1956年）7月6日   |                  |
| 13 | 三浦今治     | 昭和31年（1956年）7月7日   | 昭和34年（1959年）5月14日  | 合併前最後の町長 |

## 地域

### 教育
- 渡波町立渡波小学校
- 渡波町立渡波中学校
- 宮城県水産高等学校

### 官公署
- 宮城県水産試験場

## 交通

### 鉄道
- 国鉄石巻線：渡波駅